# Scaligerburg (Malcesine)
Die Scaligerburg (italienisch Castello Scaligero) in Malcesine ist eine Höhenburg in der gleichnamigen italienischen Gemeinde am Ostufer des Gardasees in der Provinz Verona. Die Burg ist durch die Schilderung Goethes in seiner Italienischen Reise bekannt.

## Lage
Die Scaligerburg liegt am Nordende des Ortskerns von Malcesine auf einer natürlichen Anhöhe, die an drei Seiten bis zu 30 m tief abfällt. An der sanfter verlaufenden Südseite schließt fast unmittelbar an die Burgmauern der älteste Teil von Malcesine an. An der Ostseite liegt direkt unterhalb der Burg die mit einem Zeltdach überdachte Freilichtbühne Lacaòr.

## Geschichte
Wegen der überhöhten und geschützten Lage kann man annehmen, dass der Burgberg schon in der Bronze- und Eisenzeit als Zufluchtsort diente, zumal südlich und östlich davon zwei heute nicht mehr erkenntliche Bacheinschnitte den Ort zusätzlich schützten. Der erste Name des Burgbergs könnte Lacaòr gewesen sein, wie eine an der Ostseite der Burg gelegene Fläche heute noch heißt und wo bei Ausgrabungen eine kleine Nekropole, vermutlich aus der Etruskerzeit, entdeckt wurde. Um die Rocca herum bildete sich der erste Siedlungskern von Malcesine heraus, der sich während der Römerzeit langsam nach Süden hin ausdehnte, wie Funde belegen.
Die Langobarden bauten im 6. Jahrhundert die Rocca als Festung aus. Die Anlage wurde kurze Zeit darauf von den Franken im Jahr 590 zerstört. Als Malcesine 774 unter den Herrschaftsbereich von Karl dem Großen fiel, wurde sie wieder aufgebaut und unter Berengar I. während der Ungarneinfälle am Ende des 9. Jahrhunderts erweitert.
In der Folgezeit fiel die Anlage dem Bischof von Verona zu. In der ersten Hälfte des 12. Jahrhunderts wurde der mittlerweile 15 m hohe Bergfried aufgestockt und 1145 der Burg ein eigener Herrschaftsbereich und Ländereien unterstellt. 1157 vermachte sie Bischof Tebaldo II. seinem Enkel Turrisando, unter dessen Herrschaft sie von Friedrich Barbarossa vergeblich belagert wurde.

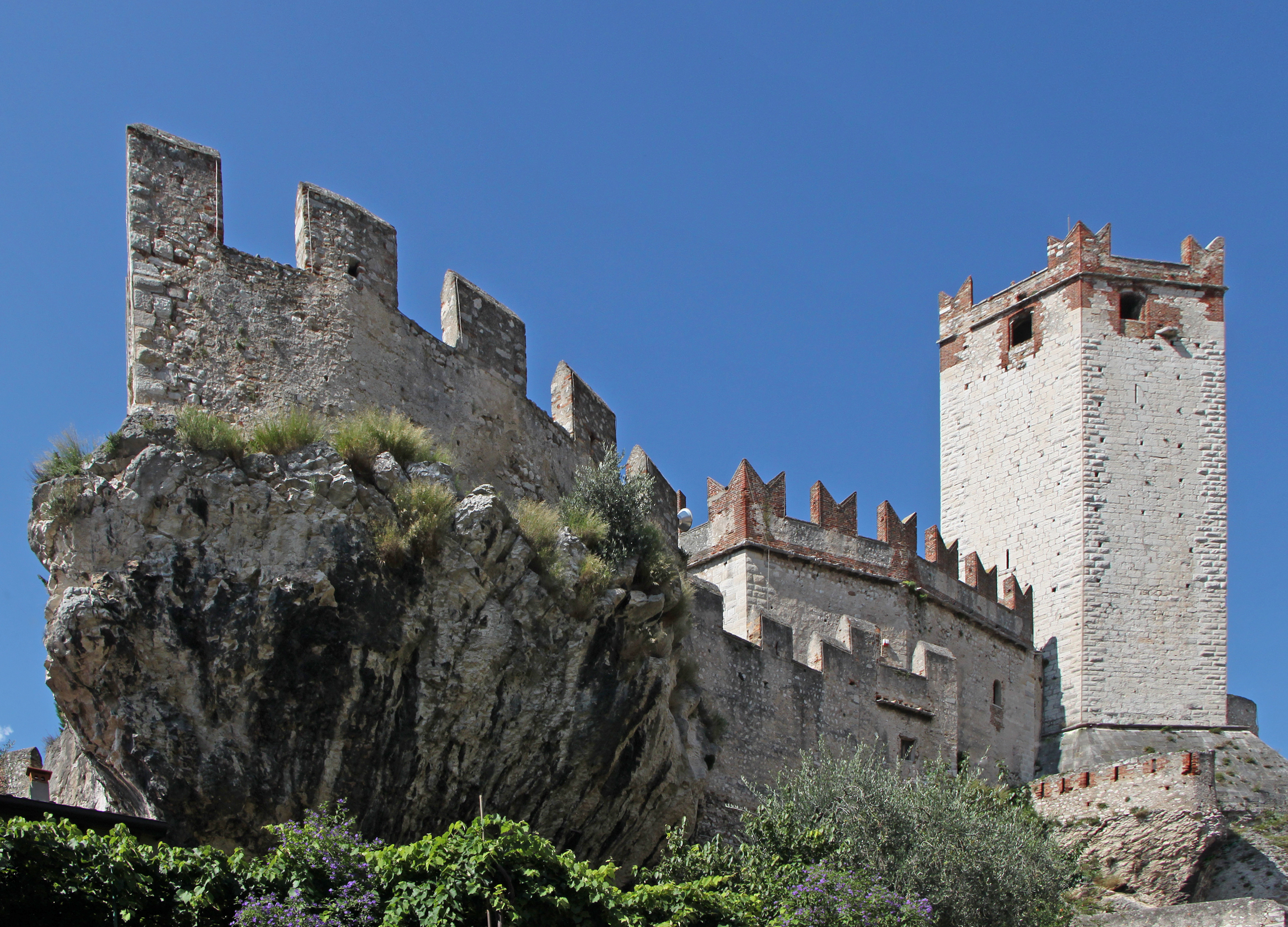
Landeinwärts gerichtete Südseite

1277 fielen Malcesine und die Burg unter die Herrschaft des Scaliger. Diese bauten in der Folgezeit die an der Nordgrenze ihres Herrschaftsbereiches liegende Anlage aus. In diese Epoche fallen die bedeutendsten Aus- und Umbauarbeiten der Burg, die ausschlaggebend waren, dass sie später allgemein als Scaligerburg bezeichnet wurde. In der zweiten Hälfte des 14. Jahrhunderts wurde sie zum Sitz des Capitano, des Stellvertreters der Gardesana dell’acqua, einer von den Scaligern kontrollierten Zollunion mehrerer Orte am Ostufer des Sees.
1387 wurde die Scaligerburg von den Truppen Gian Galeazzo Viscontis besetzt. Die Herrschaft der Viscontis dauerte bis 1403. 1405 fiel Malcesine in den Herrschaftsbereich der Republik Venedig. 1506 fiel sie in die Hände der Kaiserlichen Truppen, konnte aber bereits 1513 von dem venezianischen Condottiere Scipione Ugoni zurückerobert werden. Die venezianische Epoche dauerte bis ins 18. Jahrhundert an. In dieser Zeit erfuhr die Burg weitere wesentliche Ausbauten und war zeitweise Sitz der venezianischen Verwaltung und des venezianischen Flottenkommandos am Gardasee.
In der napoleonische Epoche wurden Malcesine und die Burg 1797 erst von den Franzosen und 1798 von den Österreichern besetzt. Zwischen 1805 und 1814 fiel sie dem Königreich Italien zu und nach dem Wiener Kongress 1815 wurde sie dem Kaisertum Österreich in Form des Königreichs Lombardo-Venetien einverleibt. In dieser bis 1866 dauernden österreichischen Epoche erfuhr die Burg ihre letzten wesentlichen Umbauten. Nach dem Verlust Venetiens im Dritten Italienischen Unabhängigkeitskrieg und dem Anschluss an das Königreich Italien wurde die Scaligerburg als Grenzposten der Guardia di Finanza genutzt. 1902 wurde sie zum Nationalmonument erklärt.
In den 1980er Jahren wurde die Anlage umfangreich restauriert, nachdem bereits nach dem Zweiten Weltkrieg einzelne stückhafte Arbeiten durchgeführt worden waren. 2013 ging die Burg in den Besitz der Gemeinde Malcesine über.

### Goethe und die Scaligerburg

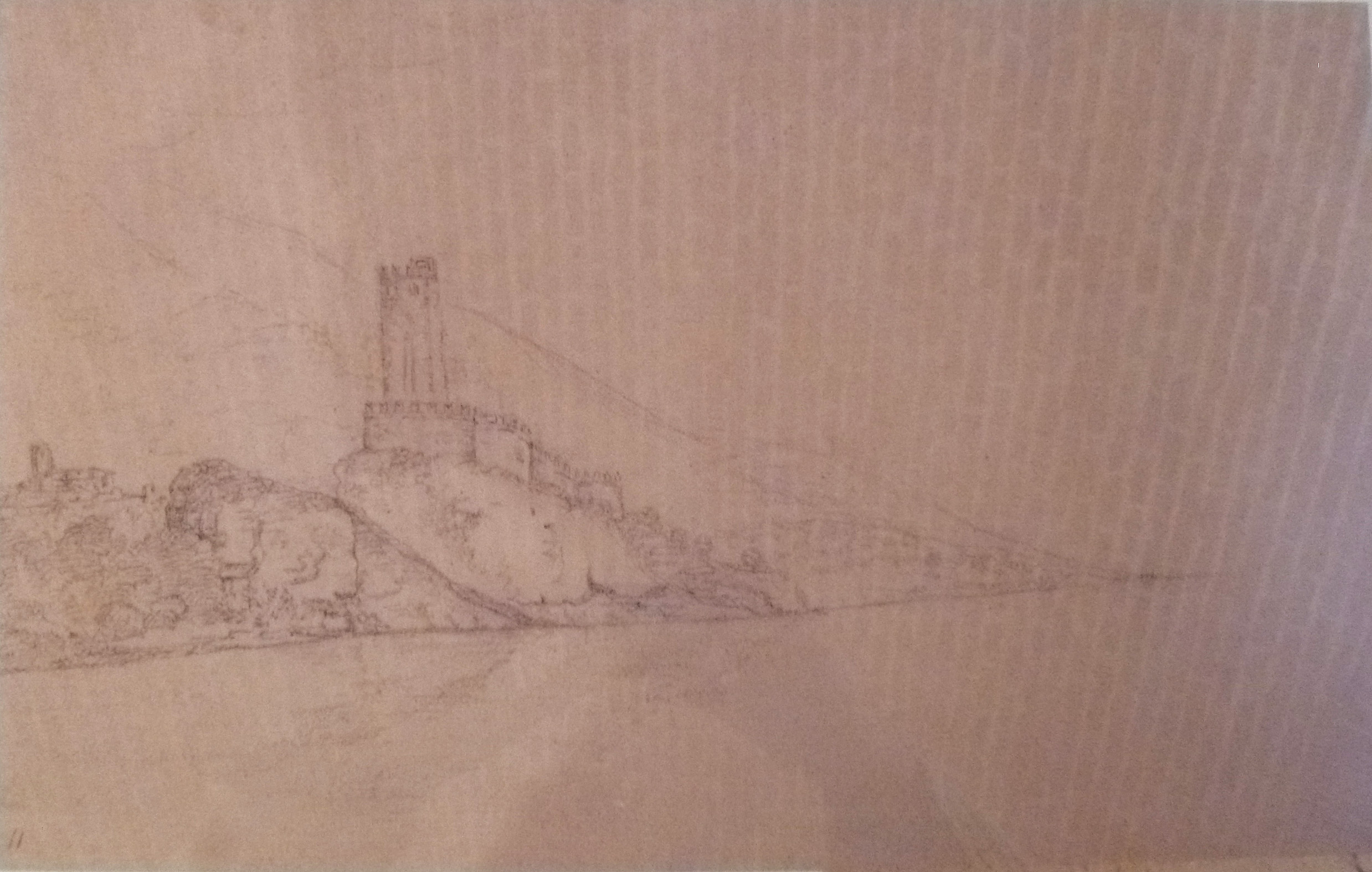
Von Goethe 1786 angefertigte Zeichnung der Scaligerburg

Zum Bekanntheitsgrad der Burg hat die Beschreibung Goethes in seinem Reisebericht Italienische Reise wesentlich beigetragen. Eigentlich hatte Goethe gar nicht vor, in Malcesine Station zu machen, als er in den frühen Morgenstunden des 13. September 1786 von Torbole mit dem Boot aufbrach. Bereits während der Fahrt auf dem See fiel ihm die Scaligerburg auf und er fertigte eine Skizze an. Als Gegenwind aufkam, war an eine Weiterfahrt nicht mehr zu denken. Gezwungen in Malcesine an Land zu gehen, wollte er den Zwangsaufenthalt so gut wie möglich nutzen und die malerische Burg zeichnerisch festhalten. Als er sich am darauffolgenden Tag in die anscheinend verlassene Burg begab, um Zeichnungen anzufertigen, versammelte sich schnell eine kleine Menschenmenge um ihn. Man fragte ihn aus, was es mit den Zeichnungen auf sich habe, riss ihm sogar eine Zeichnung entzwei. Man verdächtigte ihn, ein österreichischer Spion zu sein und drohte, ihn zu verhaften. Goethes Redekünste und sein weltmännisches Auftreten ließen den Verdacht schnell verfliegen. Am Ende plauderte er mit dem Einheimischen Gregorio, der in Frankfurt am Main in Diensten stand, über gemeinsame Bekannte und konnte so endgültig jegliche Zweifel an seinem Tun aus dem Weg räumen und seines Weges ziehen. Noch in der gleichen Nacht brach er zur Weiterfahrt nach Bardolino auf. Goethe hielt dieses Abenteuer ausführlich in seinem Tagebuch fest und machte die Scaligerburg und Malcesine berühmt.

## Beschreibung
Die Burg von Malcesine ist ein Konglomerat verschiedener Baukörper aus unterschiedlichen Bauepochen, die sich über Jahrhunderte hinweg herausgebildet hat, auch wenn der allgemein benutzte Name Scaligerburg einschränkend nur auf eine ganz bestimmte Epoche verweist. Auch wenn sich nicht festlegen lässt, wann und wer den Burgberg als Erster bebaut oder besiedelt hat, kann man anhand der erhaltenen Gebäude insgesamt vier verschiedene Bauperioden unterscheiden. In diesen Bauphasen hat sich die Burg schrittweise vom höchsten Punkt langsam nach unten hin ausgebreitet.

### Eingangsbereich

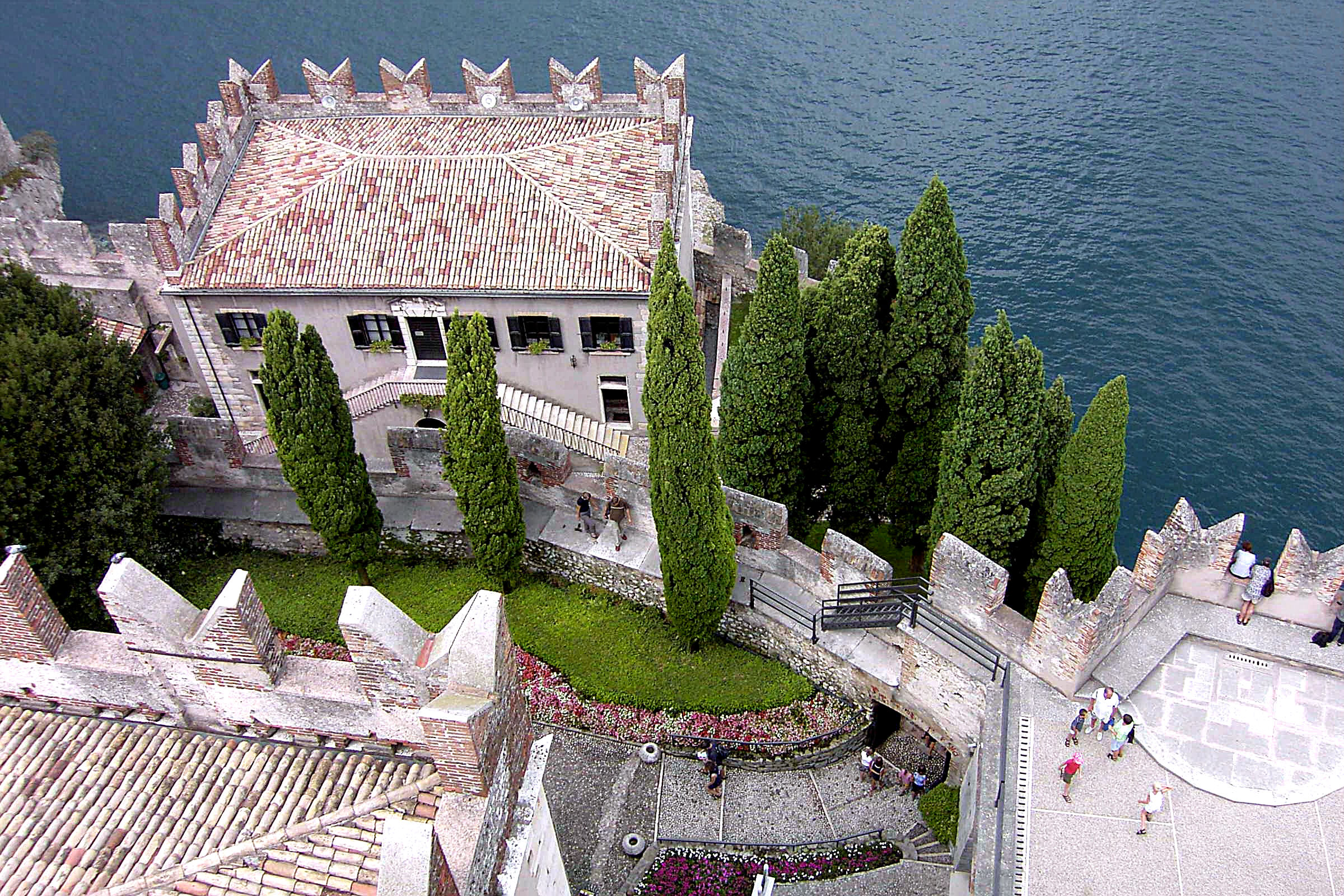
Palazzo Veneziano mit Zwinger

Die Scaligerburg besitzt zwei Eingänge. Der heute als Zugang genutzte Eingang, Posterla genannt, ist zur Seeseite gewandt und entstand während der venezianischen Epoche. Er unterlegt, wie sich die strategische Bedeutung der Anlage im Laufe der Jahrhunderte von der Land- zur Seeseite gewandelt hat, lag der ursprüngliche Eingang doch unterhalb des Bergfriedes auf der landeinwärts gerichteten Seite. Noch vor dem Burgtor führt ein Weg hinab zu einer kleinen Bucht, die den Venezianern als Anlegestelle diente. Im 19. Jahrhundert wurde der Eingang von den Österreichern zusätzlich mit einem kleinen Graben und einer Brücke sowie einer zweiten mit Schießscharten versehenen Mauer geschützt.

### Unterer Innenhof
Der untere Innenhof liegt etwa 24 m über der Seeoberfläche und entstand mit dem neuen Eingangsbereich ebenfalls während der venezianischen Epoche. Der markante Palazzo Veneziano links des Eingangs war bis 1618 Sitz des venezianischen Stellvertreters, des Capitanos, dem die Kontrolle des Warenhandels auf dem See unterstand. Nach der Verlegung der Amtsräume in den Palazzo dei Capitani wurde das Gebäude als Kaserne genutzt, weshalb es auch als Casermetta bezeichnet wird. Die markante Freitreppe stammt aus dem Jahr 1622, wie aus der über der Treppe angebrachten Gedenktafel hervorgeht. In dem dreistöckigen Gebäude ist eine Zweigstelle des Naturkundemuseums von Verona untergebracht. In neun über zwei Stockwerke verteilten Ausstellungsräumen, die 2008 vollständig neugestaltet wurden, befasst man sich mit verschiedenen Aspekten der Naturgeschichte des Gardasees und des Monte Baldo. Die Außenmauer, die den unteren Innenhof umgibt, wurde wie die zum Zwinger aufsteigende Rampe im 19. Jahrhundert von den Österreichern angelegt.

### Zwinger
Der etwa 9 m höher liegende Zwinger verfügt heute über zwei Durchgänge vom darunter liegenden Eingangsbereich. Die aus der Scaligerzeit stammende Zwingermauer bildet die eigentliche Außenmauer der Burg. Die Pulverkammer im nordwestlichen Eckpunkt des Zwingers stellt das jüngste Gebäude der Burg dar und war im 19. Jahrhundert von den Österreichern errichtet worden. Später diente sie der Guardia di Finanza als Gefängnis. In der in den 1980er Jahren restaurierten Pulverkammer befinden sich heute zwei Ausstellungssäle. Im größeren der beiden Räume sind die österreichischen Projektskizzen aus der letzten Umbauphase im 19. Jahrhundert zu sehen, während im zweiten Raum auf den Aufenthalt Goethes in Malcesine eingegangen wird.

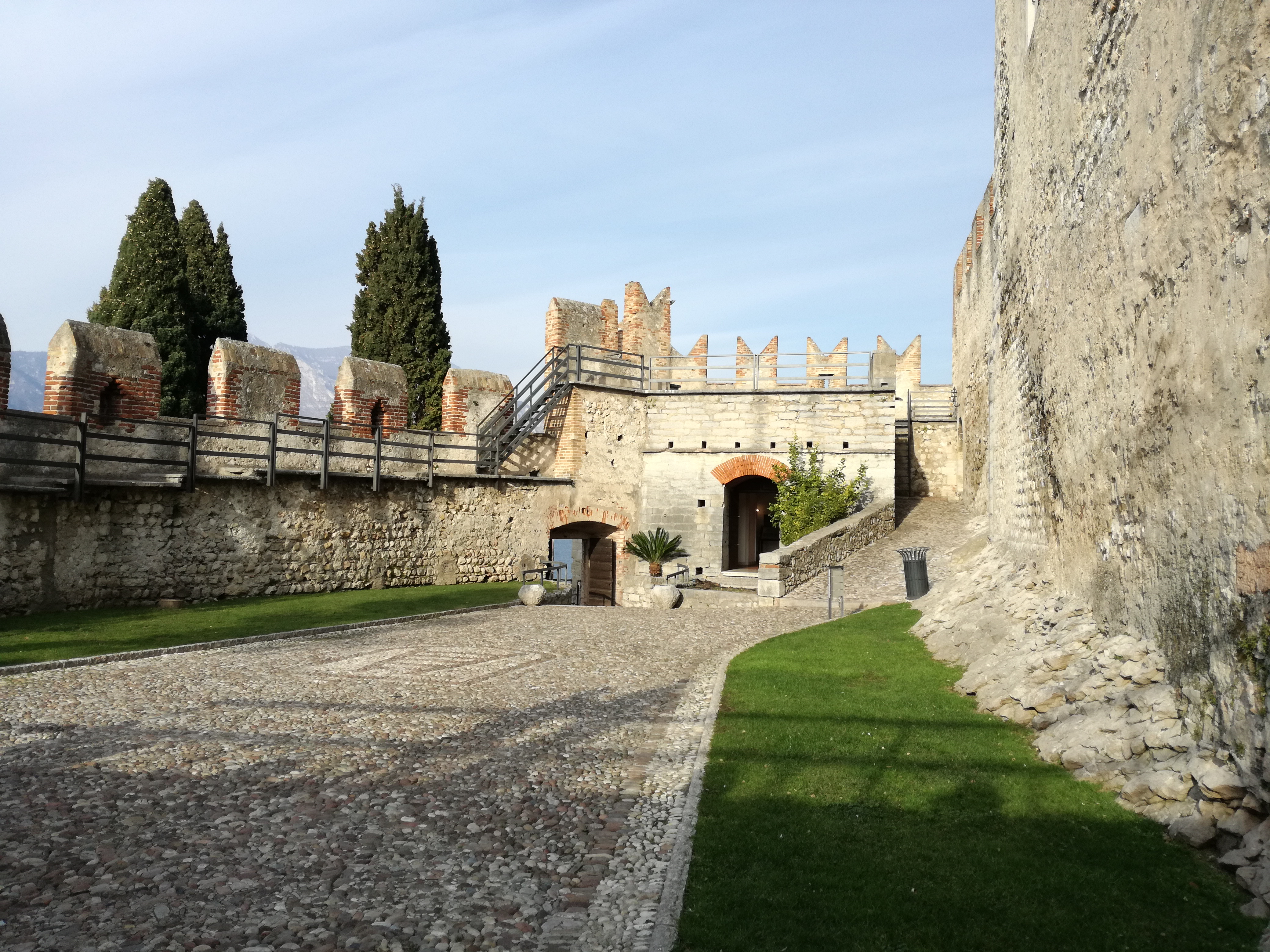
Zwinger mit Pulverkammer

Auf dem Dach der Pulverkammer konnten Geschütze in Stellung gebracht werden, die die Nordseite unter Feuer nahmen. Von hier führt ein Wehrgang an der von den Scaligern erbauten Zwingermauer entlang bis in den südlichen Bereich des Zwingers. Dort befindet sich eine von den Venezianern im 15. Jahrhundert errichtete Rampe, die dazu diente, Kanonen auf das südliche Ravelin zu ziehen. Die venezianische Artillerie war auf die Verteidigung der Seeseite ausgerichtet, wie die geschleiften Zinnen an dieser Seite unterlegen.
An der südöstlichen Seite des Zwingers unterhalb des Bergfrieds liegt der alte ehemalige Eingang in die Scaligerburg. Neben dem Eingang befinden sich Freskenreste aus dem 14. Jahrhundert und eine Grabplatte, die auf eine ehemalige Burgkapelle hinweisen. An die Ostseite des Zwingers grenzt die Außenmauer des Palazzo Scaligero mit seinen charakteristischen Schwalbenschwanzzinnen.

### Innerer Burgbereich

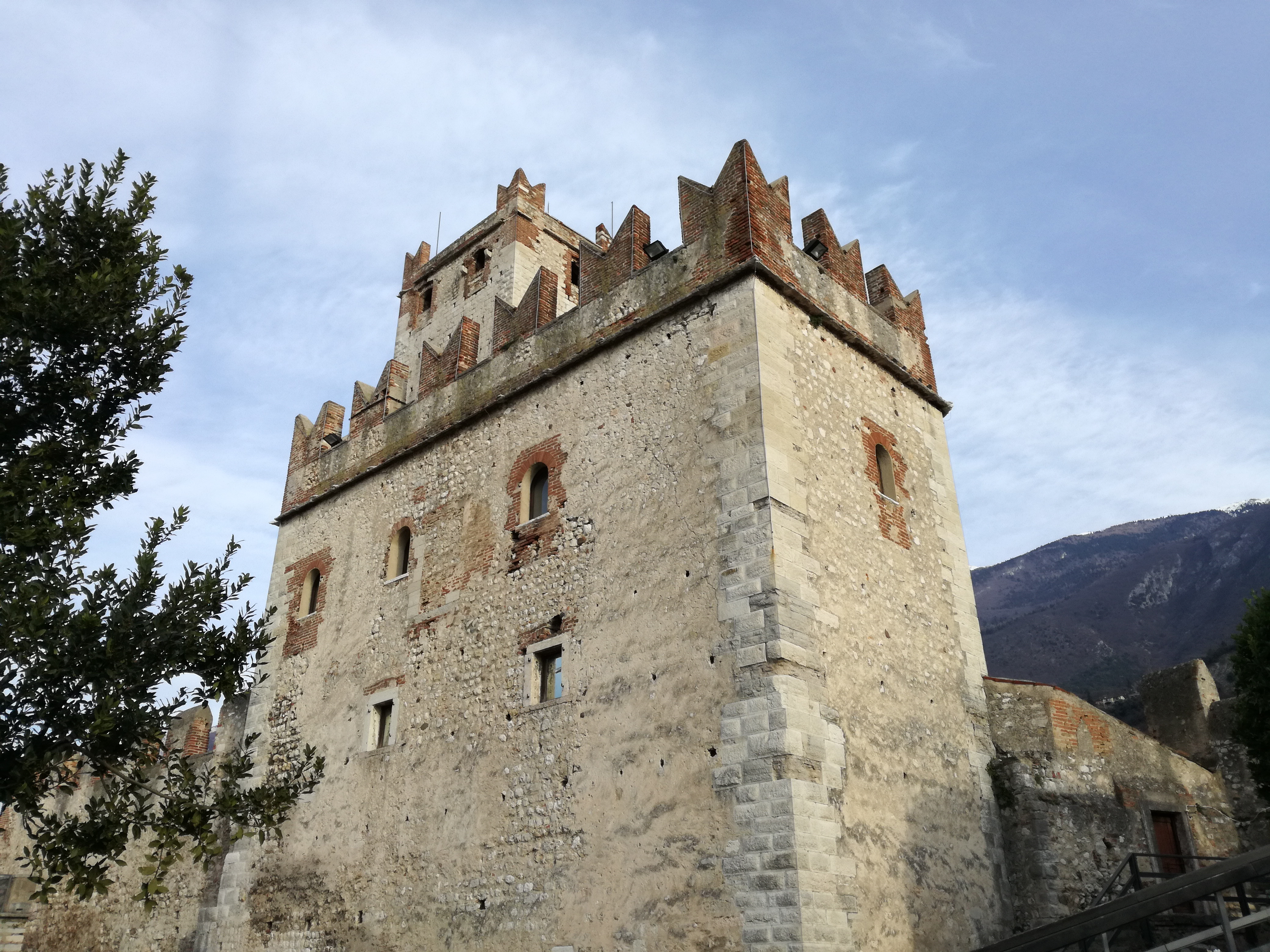
Palazzo Scaligero

Der Zugang zum inneren Burgbereich befindet sich neben der Pulverkammer an der Nordseite der Burg. Dieser liegt nochmals 6 m höher als der Zwinger und ist mit einer Ringmauer und Wehrgängen geschützt. Der Innenhof wird fast vollständig vom Fuß des Bergfrieds ausgefüllt, der zu den ältesten Teilen der Burg gehört. Ursprünglich war der Turm nur 15 m hoch und endete im zweiten Stock. Hier lag auch der ehemalige Zugang, der über eine heute nicht mehr vorhandene Treppe zu erreichen war. Erhalten ist die vergitterte ehemalige zur Seeseite gewandte Eingangstür. Das darunter liegende Gewölbe wurde vermutlich als Kerker genutzt und war nur über ein schmales Loch im Fußboden zugänglich. Die Mauern des aus Werkstein und an den Kanten mit Buckelquadern errichteten Turms weisen eine Stärke von 2,5 m auf und besitzen nur einige wenige schmale Bogenscharten. Wann der Turm entstanden ist, lässt sich nicht festlegen. 1131 wurde er jedenfalls um zwei Stockwerke erhöht, wie aus einer heute nicht mehr lesbaren Inschrift im Gewölbe des vierten Stockes hervorging. Die Scaliger setzten dem Turm ein weiteres Stockwerk auf, dessen Mauerwerk aus Ziegeln nur 80 cm stark ist. Dieser vierte Stock verfügt über sechs Öffnungen und diente als Ausguck. Eine Feuer- und Wasserstelle machte eine dauerhafte Besetzung über längere Zeiträume möglich. Die darüber liegende Plattform, auf der die im 15. Jahrhundert gegossene Gemeindeglocke steht, entstand erst 1909, als das ursprüngliche Holzdach durch eine Betonkonstruktion ersetzt wurde.
Heute liegt der Eingang in den 31 m hohen Bergfried im ersten Stock. Der Zugang vom darunter liegenden Innenhof wurde von den Österreichern im 19. Jahrhundert angelegt.
Neben dem Turm liegt im südwestlichen Eckpunkt des Innenhofes mit dem zweistöckigen Palazzo Scaligero der Palas. Seine Entstehung lässt sich wie beim Bergfried nicht festlegen. An der zum Zwinger liegenden Außenwand sind verschiedene Baustile und Baumaterialien zu erkennen, die den Schluss zulassen, dass der von den Scaligern errichtete Palast auf einem Vorgängerbau unbekannter Herkunft beruht. In dem zwischen dem 13. und 14. Jahrhundert erbauten Palazzo befinden sich im Untergeschoss zwei Ausstellungssäle. Im ersten größeren Saal befasst man sich unter anderem mit der venezianischen Schifffahrtsgeschichte auf dem Gardasee. Eingegangen wird auch auf den Transport der venezianischen Flotte vom Etschtal auf dem Landweg nach Torbole im als Galeas per montes bekannten Unternehmen. Im anschließenden Saal wird die Geschichte der Burg und Malcesines illustriert. Der obere Saal des Palas dient dagegen als Veranstaltungssaal.
Im Innenhof befinden sich auch der Burgbrunnen und zwei von den Österreichern erbauten Latrinen, die in die nördliche Mauer eingelassen sind. Im nordöstlichen Eck ist eine Madonnenfreske byzantinischen Stiles erhalten, die erst 1949 entdeckt wurde.

## Bilder

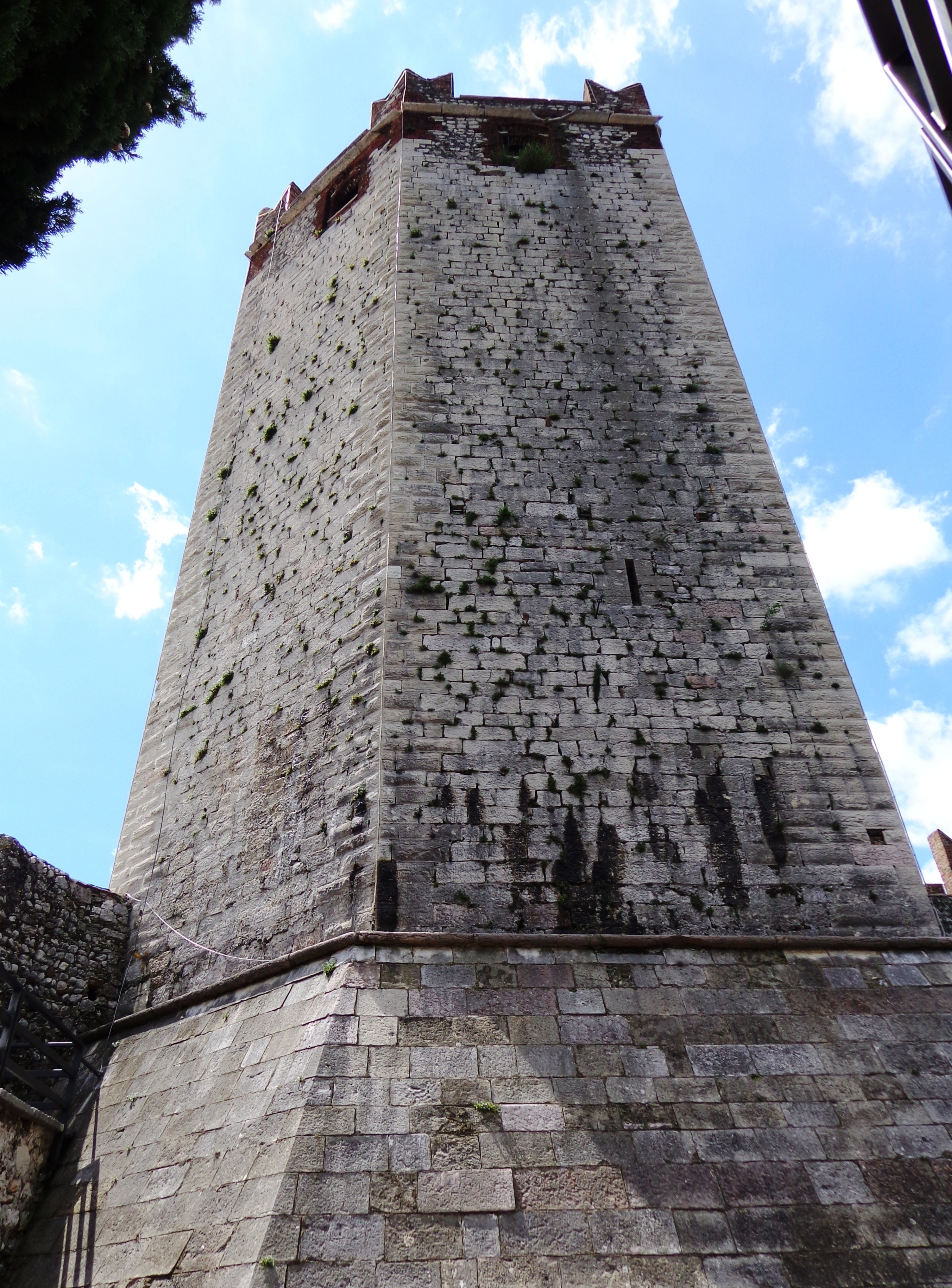
Bergfried
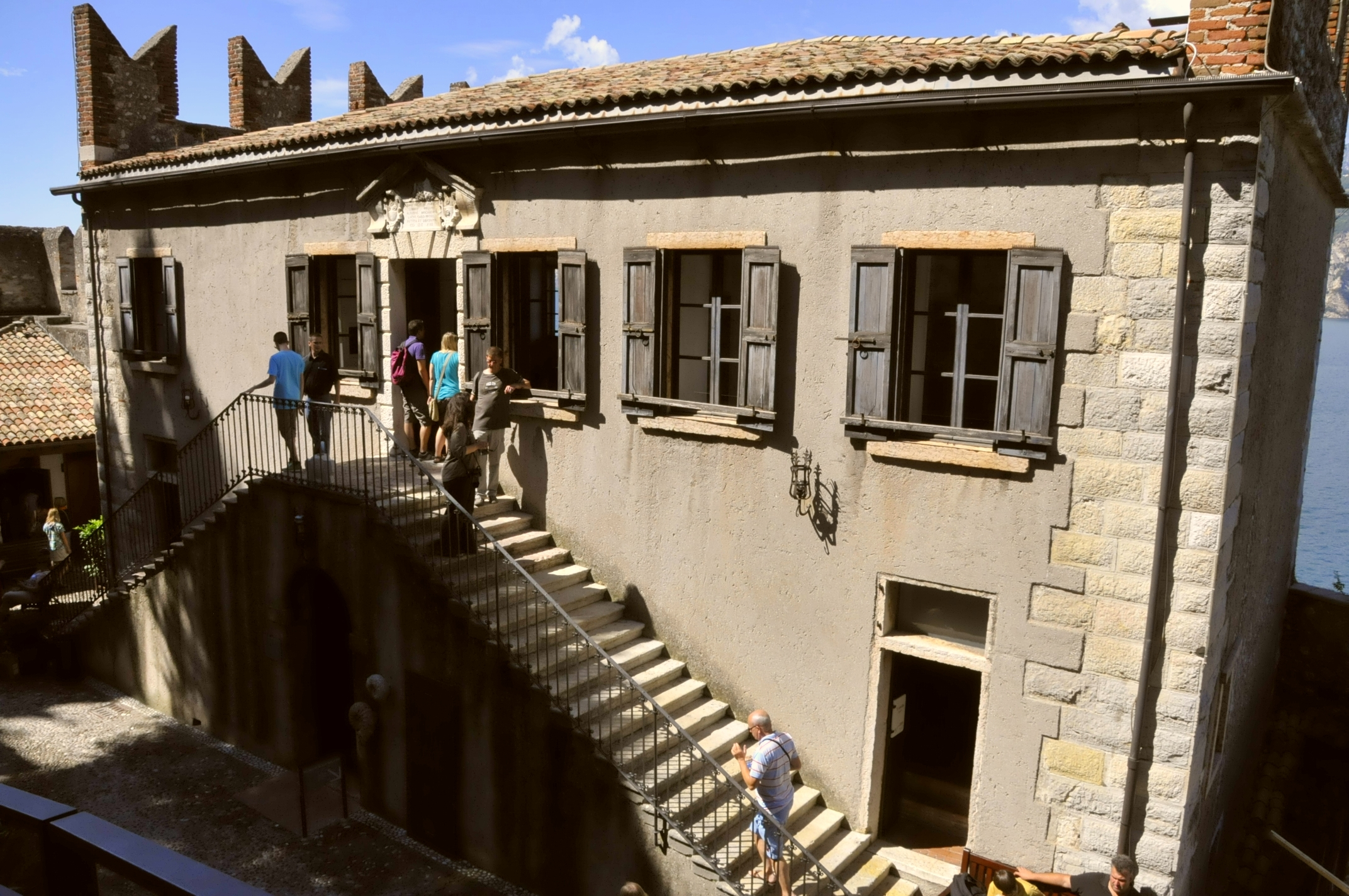
Palazzo Veneziano
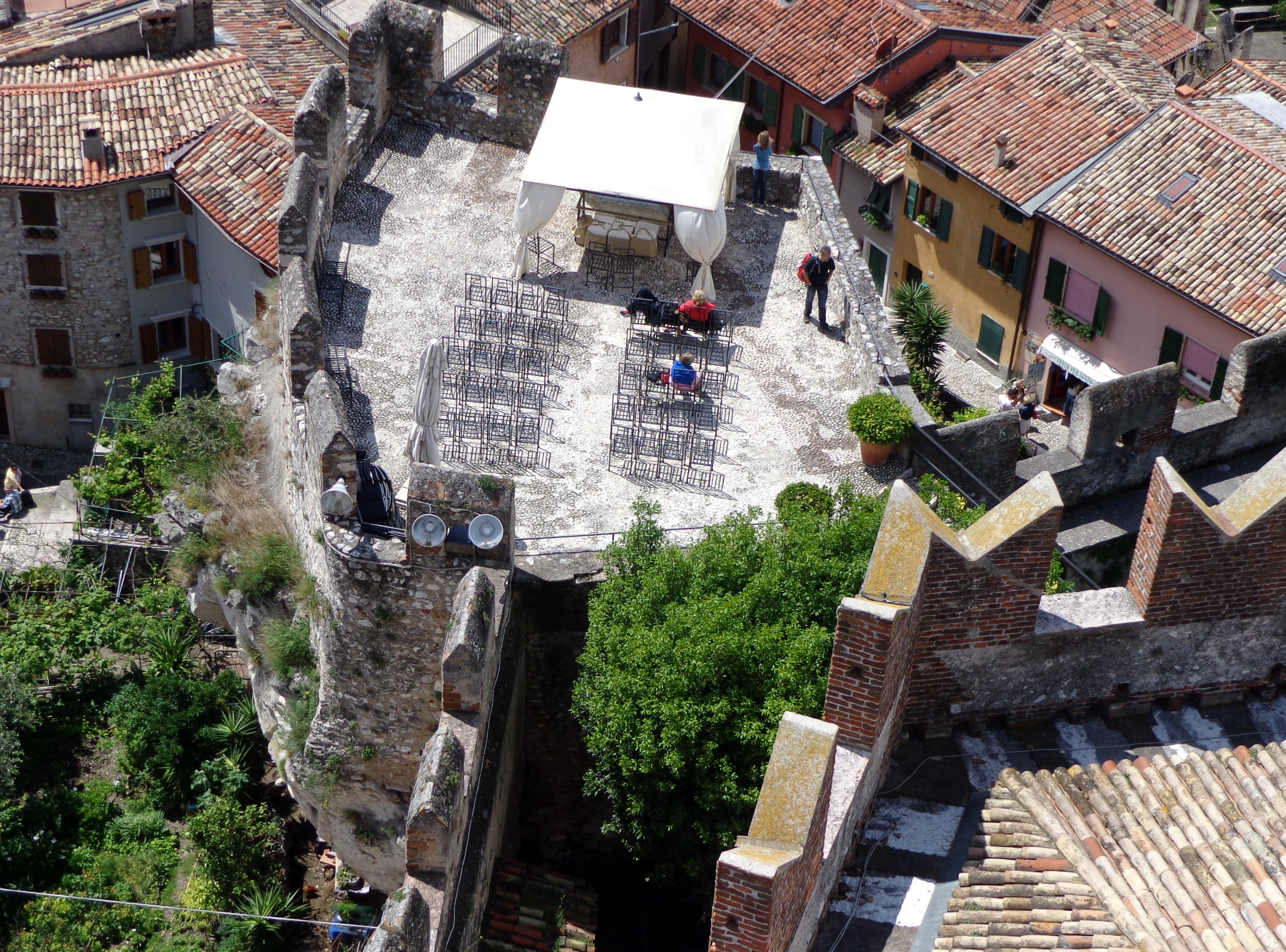
Südliches Ravelin
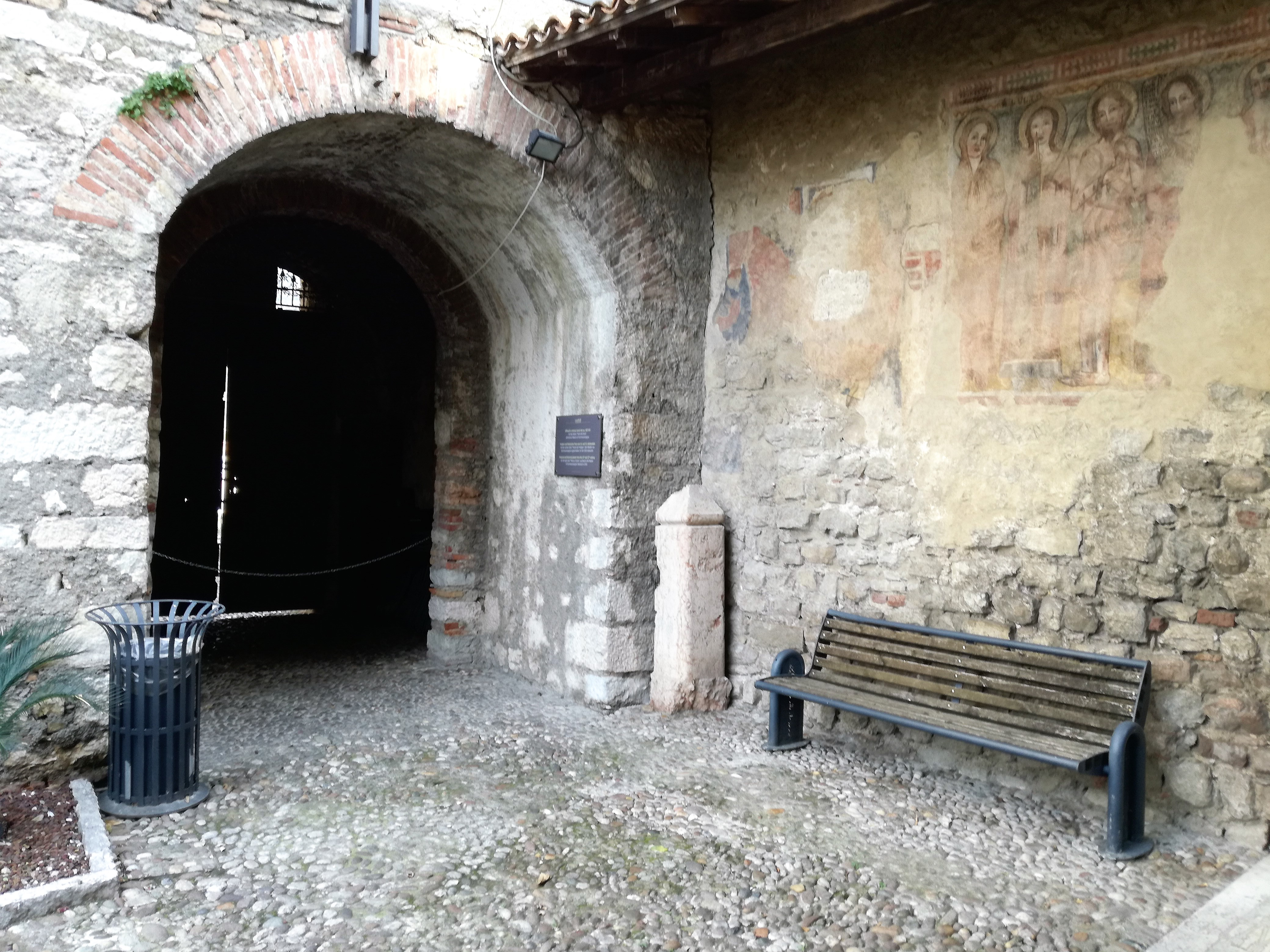
Alter Eingang mit Freskenresten
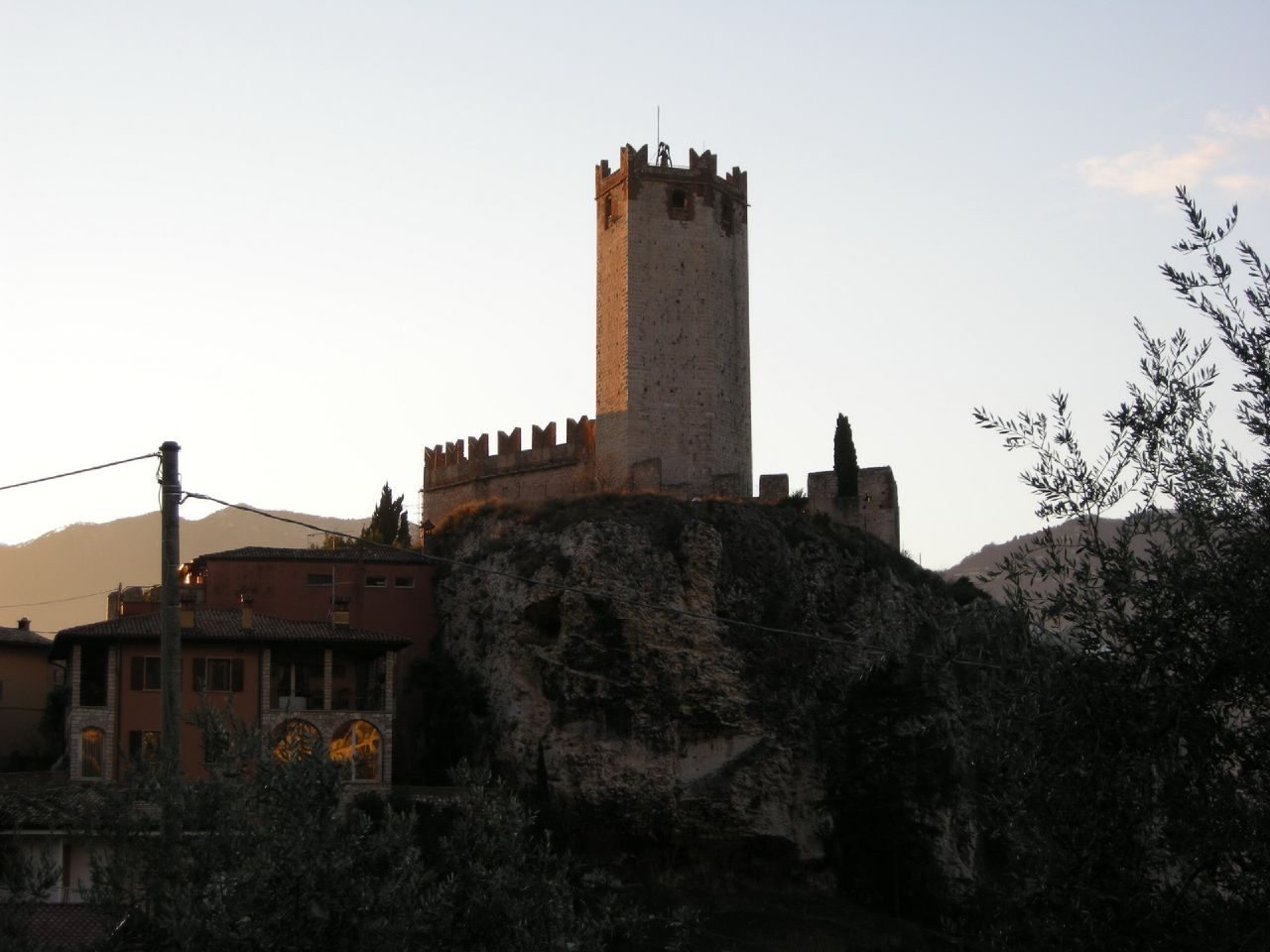
Landeinwärts gerichtete Ostseite
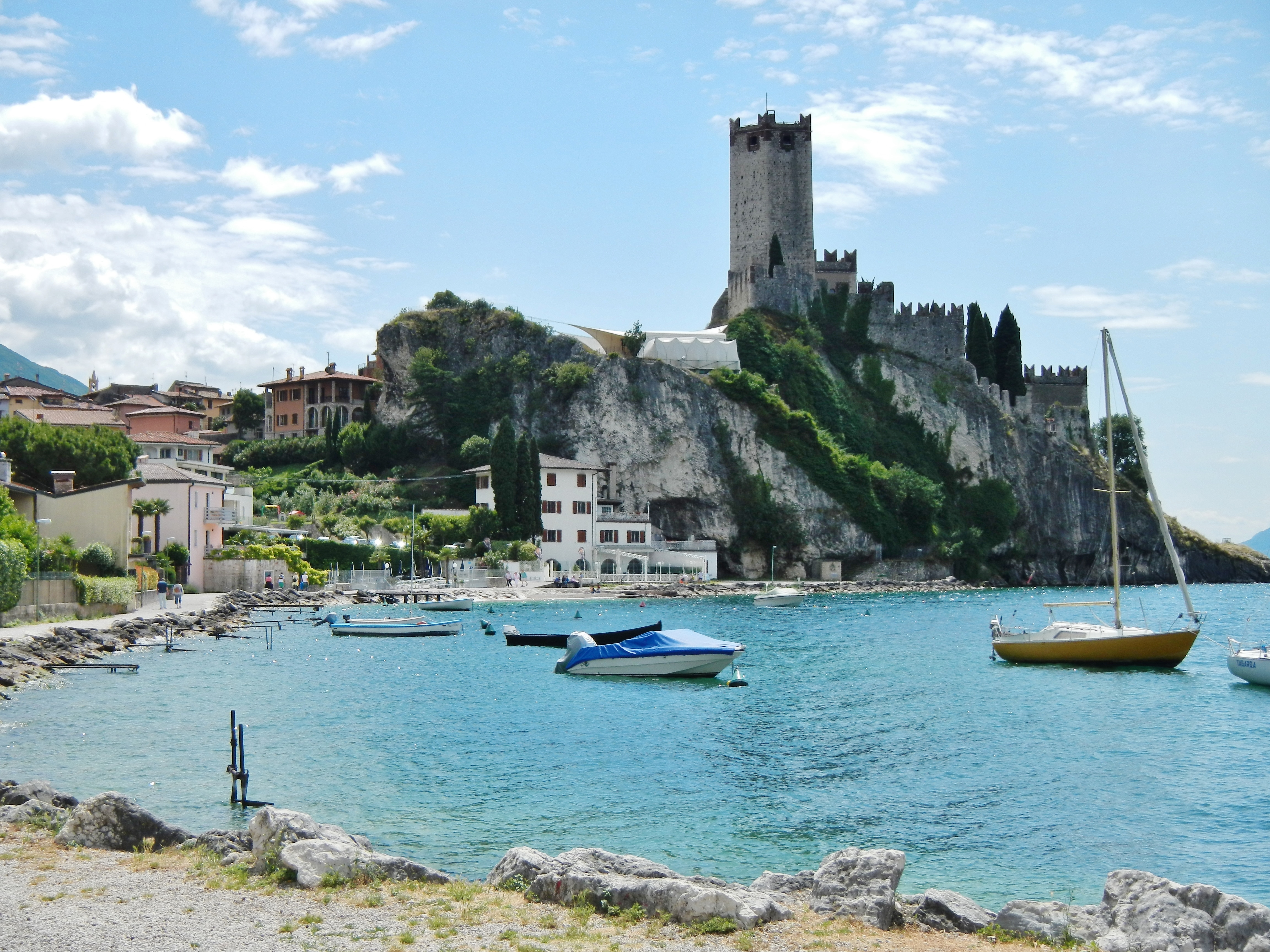
Nordseite mit Freilichtbühne Lacaòr